# Synegia lineata
Synegia lineata là một loài bướm đêm trong họ Geometridae.